# Midaq Alley
Midaq Alley (El callejón de los milagros) ist ein mexikanisches Filmdrama aus dem Jahr 1995. Regie führte Jorge Fons, das Drehbuch schrieb Vicente Leñero Otero anhand des Romans Die Midaq-Gasse von Nagib Mahfuz aus dem Jahr 1947.

## Handlung
Der Episodenfilm besteht aus vier Teilen, derer Handlung in Mexiko-Stadt spielt. Rutilio besitzt ein Restaurant, in dem sein Sohn Chava dessen meiste Zeit verbringt. Abel, der Freund seines Sohnes Chava, träumt davon, in den Vereinigten Staaten zu arbeiten, um seine Nachbarin Alma zu beeindrucken und zu erobern. Alma widmet sich jedoch José Luis.
Almas Mutter Doña Cata betätigt sich als Wahrsagerin; sie sagt Susanita, diese würde den Mann derer Träume kennenlernen. Susanita lernt Güicho kennen, der für Rutilio arbeitet.
Der verheiratete Rutilio hat eine homosexuelle Beziehung mit Jimy. Chava erfährt davon und greift den Liebhaber seines Vaters an.

## Kritiken
Derek Adams schrieb in Time Out London, der Film wirke weitgehend wie eine Seifenoper, er „punkte“ jedoch mit Tempo und Humor.
Christopher Null schrieb auf www.filmcritic.com, der Film sei kaum mehr als eine lange mexikanische Seifenoper. Die Anzahl der Filmpreise könne allenfalls Cineasten und Filmhistoriker beeindrucken.

## Auszeichnungen
Der Film erhielt im Jahr 1995 den mexikanischen Golden Ariel sowie zehnmal den Silver Ariel; darunter für Regie, das Drehbuch, die Filmmusik, den Schnitt und die Darstellungen von Luis Felipe Tovar sowie Margarita Sanz. Er wurde in 11 weiteren Kategorien für den Silver Ariel nominiert, darunter für die Darstellungen von Delia Casanova, Daniel Giménez Cacho, Ernesto Gómez Cruz, Salma Hayek, María Rojo, Tiaré Scanda, Esteban Soberanes und Óscar Yoldi sowie für die Kameraarbeit und für den Ton.
Der Film erhielt im Jahr 1995 einen Sonderpreis der Internationalen Filmfestspiele Berlin; Jorge Fons wurde für den Goldenen Bären nominiert. Auf dem Chicago International Film Festival wurde dem Film 1995 der Publikumspreis verliehen. Jorge Fons und Margarita Sanz gewannen 1995 jeweils den Golden Kikito des brasilianischen Festival de Gramado; Fons erhielt außerdem den Kritikerpreis des Festivals und wurde in einer weiteren Kategorie für den Golden Kikito nominiert. Jorge Fons gewann 1995 den Publikumspreis des Guadalajara Mexican Film Festivals. Er und Vicente Leñero wurden 1995 auf dem Festival del Nuevo Cine Latinoamericano in Havanna ausgezeichnet. Der Film erhielt 1995 den Preis der Filmjournalisten Mexikos Silver Goddess.
Der Film gewann im Jahr 1996 als Bester ausländischer Film in spanischer Sprache den Goya. Er erhielt 1996 einen Sonderpreis des Toulouse Latin America Film Festivals für den Verleih. Margarita Sanz gewann 1997 den Golden Panambi des Paraguay Film Festivals.

## Hintergründe
Die Handlung der Romanvorlage spielt in den 1940er Jahren in Kairo. Der Film wurde in Mexiko-Stadt gedreht, wohin der Ort der Handlung verlegt wurde. Er wurde am 15. September 1995 auf dem Toronto International Film Festival gezeigt. Im Verleih wurde damit geworben, der Film sei der am meisten prämierte Film der mexikanischen Geschichte.